# Subbekasha
Subbekasha Millidge, 1984 è un genere di ragni appartenente alla famiglia Linyphiidae.

## Distribuzione
L'unica specie oggi attribuita a questo genere è stata reperita in Canada.

## Tassonomia
A giugno 2012, si compone di una specie:
- Subbekasha flabellifera Millidge, 1984[3] — Canada